# Klusajny
Klusajny (deutsch Klutshagen) ist ein Ort in der polnischen Woiwodschaft Ermland-Masuren. Er gehört zur Stadt-und-Land-Gemeinde Orneta (Wormditt) im Powiat Lidzbarski (Kreis Heilsberg).

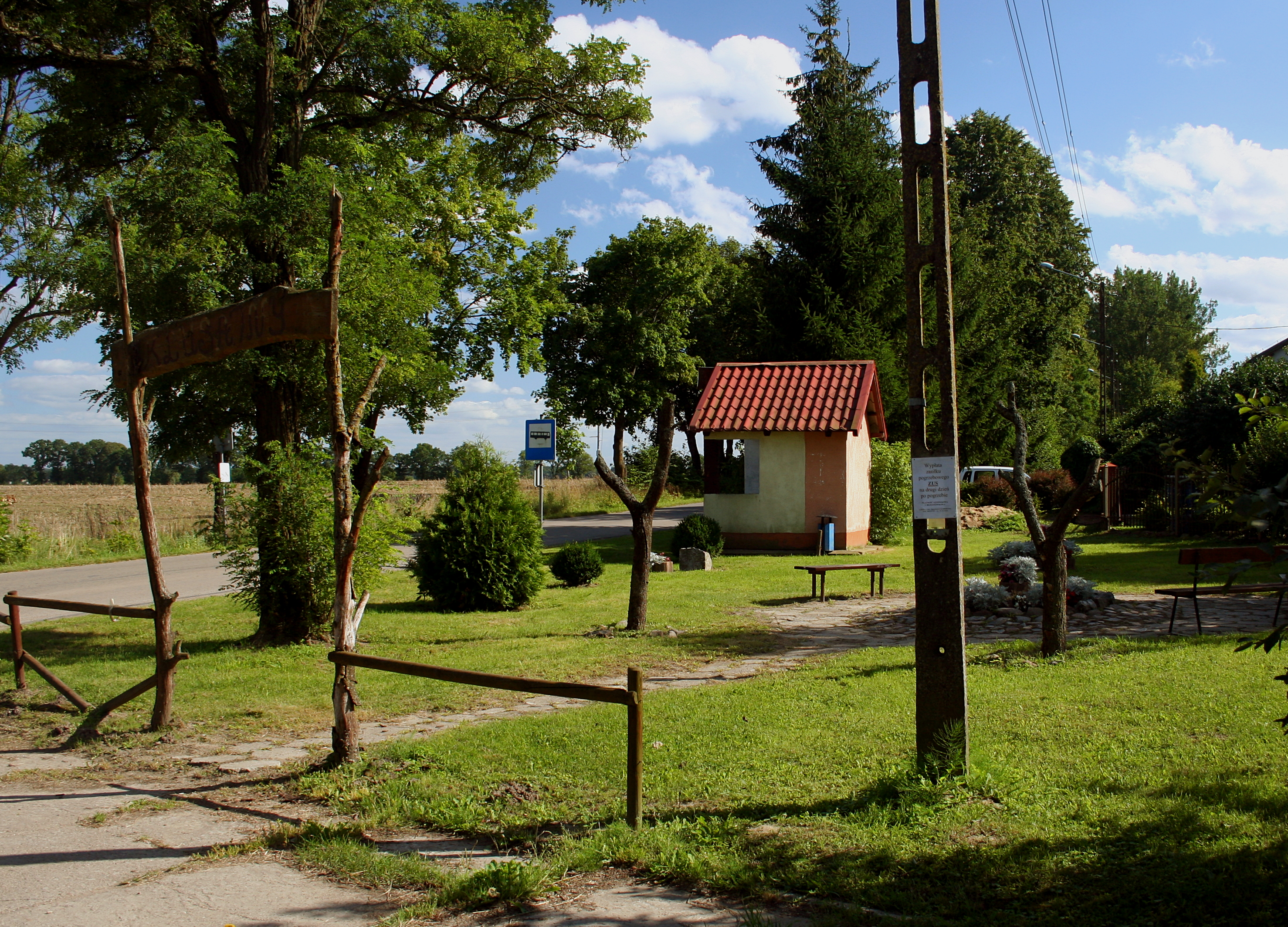
Grünanlage mit Bushaltestelle in Klusajny

## Geographische Lage
Klusajny liegt im Nordwesten der Woiwodschaft Ermland-Masuren, 33 Kilometer südöstlich der früheren Kreisstadt Braunsberg (polnisch Braniewo) bzw. 34 Kilometer westlich der heutigen Kreismetropole Lidzbark Warmiński (deutsch Heilsberg).

## Geschichte
Der einst Abbau Wagten Nr. 1 genannte Ort bestand aus einem großen Hof. Ab dem 20. Mai 1912 wurde er offiziell „Klutshagen“ genannt, war dann jedoch bis 1945 ein Wohnplatz der Gemeinde Wagten (polnisch Drwęczno).
Im Zusammenhang der Abtretung des gesamten südlichen Ostpreußen an Polen in Kriegsfolge im Jahre 1945, erhielt Klutshagen die polnische Namensform „Klusajny“. Als eine Osada (= „Siedlung“) ist Klusajny heute eine Ortschaft innerhalb der Gmina Orneta (Stadt-und-Land-Gemeinde Wormditt) im Powiat Lidzbarski (Kreis Heilsberg), von 1975 bis 1998 der Woiwodschaft Elbląg, seither der Woiwodschaft Ermland-Masuren zugehörig.

## Religion
Wie Klutshagen bereits vor 1945, so gehört Klusajny jetzt noch zur römisch-katholischen Pfarrei in Orneta (Wormditt), heute im Erzbistum Ermland gelegen. Bis 1945 war der Ort auch in die evangelische Kirche Wormditt eingegliedert, die zur Kirchenprovinz Ostpreußen der Kirche der Altpreußischen Union gehörte. Die evangelischen Einwohner Klusajnys sind jetzt aber der Diözese Masuren der Evangelisch-Augsburgischen Kirche in Polen zugeordnet.

## Verkehr
Klusajny liegt an der Woiwodschaftsstraße 509, die von Elbląg (Elbing) über Młynary (Mühlhausen) und Bażyny (Basien) bis nach Drwęczno (Wagten) zur Woiwodschaftsstraße 513 führt.
Ein Bahnanschluss existiert nicht mehr, seitdem die nächstgelegene Bahnstation Drwęczno 1945 bzw. 2001 geschlossen und die Bahnstrecke Słobity–Bartoszyce aufgegeben und demontiert worden ist.